# Hierodul
Els hieroduls (en grec antic: ἱερόδουλοι, llatí: hieroduli, 'esclaus del temple') eren homes i dones dedicats com a esclaus al culte dels déus. Eren d'origen oriental, i apareixen amb més freqüència relacionats amb el culte a les deïtats de Síria, Fenícia i Àsia Menor.
Els hieroduls eren de dues classes: 
- Una, composta pels esclaus pròpiament dits, que atenien totes les tasques baixes relacionades amb l'adoració dels déus, el cultiu de les terres sagrades i altres, i que els seus descendents continuaven en la mateixa condició servil.
- Una altra, que comprenia a aquelles persones lliures que s'oferien com a esclaus als déus, i que eren ben assignades als temples o bé dispersades per tot el país, portant als déus els diners que guanyaven. A aquesta classe pertanyien les dones, que es prostituïen i presentaven als déus els diners que obtenien d'aquesta manera.[2]

La pompa amb què se celebrava l'adoració religiosa a l'Orient i els vasts dominis que molts dels temples posseïen exigien un gran nombre de serfs i esclaus. Així, el gran temple de Comana de Capadòcia va posseir fins a 6.000 hieroduls, i el de Morimene va comptar amb 3.000 d'aquestes persones. Tan nombrosos eren els hieroduls a Tir que el summe sacerdot, amb el seu suport, podia optar sovint a la condició de rei.
Aquestes grans xifres sorgeixen de la idea, prevalent a Orient, que la deïtat ha de tenir una certa classe de persones especialment dedicades al seu servei i separada de les tasques ordinàries de la vida, i que era el deure de tots els que podien proveir quantes persones poguessin a aquest servei. Així, els reis dedicaven com a esclaus sagrats als presoners que prenien en la guerra, els pares als seus fills, i fins i tot les persones de les millors famílies enviaven a les noies als temples per sacrificar la seva castedat als déus, almenys fins al moment del seu matrimoni.
Aquest costum de dones oferint la seva castedat als déus era d'origen antic a Orient, i sembla haver sorgit de la noció que els déus havien de tenir els primers fruits de cada cosa. El costum va prevaler a Babilònia, així com en molts altres llocs. A la mitologia sumèria la deessa Ixtar es feia acompanyar d'un seguici de hierodules del tipus prostitutes sagrades.
Els temples grecs també tenien esclaus per realitzar les tasques més baixes, però també hi ha mencions en alguns temples grecs de persones lliures d'un sexe i l'altre que es dedicaven voluntàriament als serveis d'algun déu, i als quals se solia aplicar el terme de «hieroduls». Els amos que volien donar la llibertat als seus esclaus, però no podien fer la manumissió per diversos motius, els presentaven a algun temple com a hieroduls a manera de regal o venda, i així els procuraven en realitat la llibertat. Aquests casos d'alliberament apareixen freqüentment en inscripcions, i són explicats extensament per Quint Curci Rufus.
Les hierodules, que es prostituïen, només es trobaven a Grècia relacionades amb el culte de divinitats d'origen oriental, o amb les que molts dels seus ritus religiosos procedien d'Orient. Aquest era el cas d'Afrodita, originalment una deessa oriental. En el seu temple de Corint hi havia un miler de hierodules heteres, que van ser la ruïna de molts homes que visitaven la ciutat. També hi havia un gran nombre de la mateixa classe de dones en el seu temple d'Èrice, a Sicília.